# Bad Kids
"Bad Kids" é uma canção gravada pela cantora e compositora norte-americana Lady Gaga para o seu segundo álbum de estúdio, Born This Way, lançado mundialmente através da editora discográfica Interscope Records a 23 de Maio de 2011. Concebida como um trabalho colaborativo entre Gaga, Jeppe Laursen, Fernando Garibay e DJ White Shadow, é um tema de música pop influenciado pelos gêneros heavy metal e synthpop dos anos 1980 com uma batida de música disco e instrumentação acompanhada por piano e guitarras eléctricas características de música rock. O seu conteúdo lírico foi descrito como uma "ode aos jovens delinquentes que atribuem a culpa dos seus falhanços aos seus pais". Gaga teve a ideia de escrever a faixa ao se sentir inspirada pelas cartas que os seus fãs a enviavam enquanto viajava em digressão ao longo de 2010 e meados de 2011.
Aquando do lançamento inicial de Born This Way, foi recebida com opiniões positivas pelos críticos especialistas em música contemporânea, que elogiaram a sua produção reminiscente à obras de música disco lançadas ao longo da década de 1980 e sonoridade dançante, bem como o seu conteúdo lírico que inclui uma mensagem direccionada à sua legião de fãs oprimidos. Ademais, recebeu comparações a temas da falecida cantora norte-americana Donna Summer, que eram produzidos pelo músico italiano Giorgio Moroder. Devido ao seu lançamento exclusivo em Born This Way, "Bad Kids" não conseguiu entrar na tabela musical de nenhum território. Na digressão The Born This Way Ball, a canção foi inclusa no repertório como a décima oitava faixa do alinhamento.

## Antecedentes, gravação e lançamento
"Bem, eu queria direccionar a música pop para um novo caminho, e você sabe como são as coisas do costume. Eles [os meu fãs] têm se comportado nos últimos dois anos como um culto, um culto de heavy metal. Tenho estado a ouvir metal por um período tão longo, eu fui a muitos concertos diferentes, eu vi Iron Maiden ao vivo e fiquei muito inspirada. E percebi que queria criar um álbum híbrido, uma gravação avant-garde techno-rock que é realmente muito pesada e industrial em uma extremidade, e muito alegre e pop em outra. Por isso, é música pop com uma mensagem muito muito muito forte e muito desconfortável."

— Gaga a falar sobre a sua inspiração na composição de Born This Way em entrevista ao Yahoo!.
Em Março de 2010, em entrevista à MTV do Reino Unido, Gaga afirmou que já havia começado a trabalhar no seu segundo álbum de estúdio e que já havia terminado de escrever o tema central do mesmo. Três meses depois, em entrevista à Rolling Stone, declarou que o seu segundo disco já tinha sido concluído, mas não seria lançado até 2011. A 26 de Novembro de 2010, nas apresentações da The Monster Ball Tour em Gdansk, Polónia, a artista revelou que o disco estava cheio de "batidas dançantes". Explicou ainda que o álbum iria ser como "crianças más a irem à igreja, a se divertirem em um nível elevado". O título da canção foi revelado pela artista em uma entrevista para a revista Vogue em Fevereiro de 2011, na qual confirmou que das dezassete faixas gravadas para o álbum, somente quatorze delas iriam aparecer na edição final da versão padrão. As três restantes seriam lançadas em uma edição deluxe exclusiva na loja digital Target. Antes mesmo de Born This Way atingir as lojas, várias canções do álbum foram sendo divulgadas como maneira de antecipar e promover o seu lançamento. "Marry the Night" foi lançada no jogo virtual FarmVille a 17 de Maio, seguida por "Electric Chapel" no dia seguinte, e "Fashion of His Love" no dia após este. O remix do DJ White Shadow desta canção tornou-se disponível no Farmville, bem como "Government Hooker", "Americano", "Scheiße", "Bad Kids", "Yoü and I" e "Born This Way (Jost & Naaf Remix)", e foram transmitidas online entre 20 e 23 de Maio de 2011. Born This Way foi finalmente lançado a 23 de Maio, com "Bad Kids" aparecendo como a nona faixa da versão padrão e a décima do primeiro disco da versão especial do mesmo.

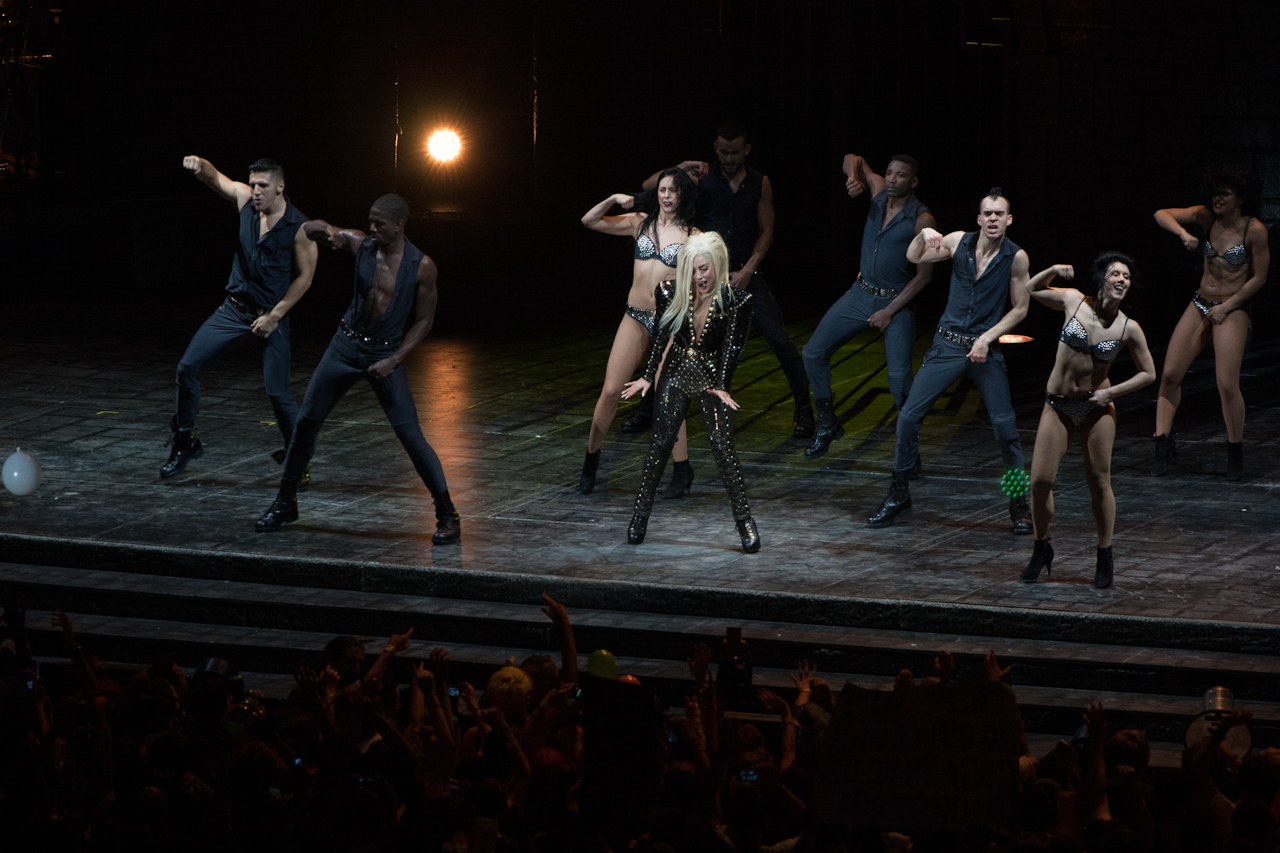
Gaga a interpretar "Bad Kids" acompanhada dos seus dançarinos na paragem da The Born This Way Ball na cidade de Milão, Itália, em Outubro de 2012.

"Só porque você era uma criança má enquanto crescia, não quer dizer que você seja uma pessoa má. E um monte de meninos maus acabam se tornando em pessoas extraordinárias, como Lady Gaga, e ela queria que as pessoas que tiveram um começo complicado ou talvez não as circunstâncias mais ideais tenham uma voz e uma mensagem. E é basicamente sobre manter-se verdadeiro a si mesmo, e se você é mau, quem se importa? Você ainda pode ser grandioso. Existe o bom e o mau, e eu acho que é basicamente isso do que se está a falar [nesta canção]."

— Fernando Garibay, um dos compositores do tema, a explicar o seu conceito em entrevista à MTV News.
"Bad Kids" é fruto de um trabalho colaborativo entre Gaga, Jeppe Laursen, Fernando Garibay e DJ White Shadow. Garibay e DJ White Shadow trabalharam com Gaga em grande parte de Born This Way. "Bad Kids" marca a segunda colaboração da artista com Laursen, um cantor e compositor dinamarquês que esteve envolvido no processo de composição e produção de "Born This Way" (2011). Composta no autocarro da digressão The Monster Ball, "Bad Kids" foi inspirada por várias histórias que a cantora leu dos fãs enquanto ainda estava em digressão. Então, "Bad Kids" foi composta como um tributo a essas histórias, segundo o publicado por Gaga no Twitter. "'Bad Kids' é algo no qual todos nós colaboramos — Gaga, White Shadow [Jeppe Laursen e eu]. Gaga apareceu um dia nos bastidores, se bem me recordo, e disse: 'Eu tenho uma ideia para uma canção, 'Bad Kids'.'", disse Garibay em entrevista à MTV News. A canção foi gravada sob a assistência do engenheiro acústico Dave Russell a 18 de Janeiro de 2011 em um estúdio embutido no autocarro da The Monster Ball Tour em uma cidade europeia. Mais tarde, Russel levou a faixa ao Setai Recording Studio em Miami Beach, Flórida, para que pudesse tratar da mixagem e ao Oasis Mastering em Burbank, Califórnia, para que Gene Grimaldi desse conta da masterização.
"Bad Kids" foi maioritariamente interpretada pela artista ao longo da digressão The Born This Way Ball (2011-12), tendo sido inclusa no repertório como a décima oitava faixa. Assim que terminasse de cantar "Heavy Metal Lover", a cantora tinha uma pequena conversa com o público, sendo que logo depois ela questionava repetidamente ao público e aos dançarinos "Será que vocês sequer se lixam para isto!?" e dava início à apresentação de "Bad Kids".

## Estrutura musical e letras

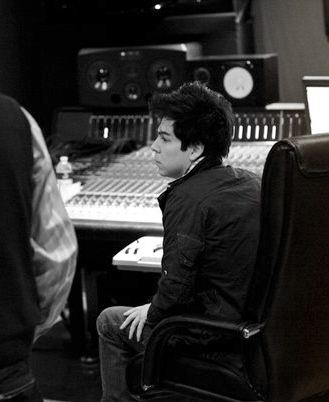
"Bad Kids" foi co-composta e co-produzida por Fernando Garibay, um colaborador com quem Gaga trabalhou em grande parte de Born This Way.

Em termos de composição musical, Born This Way foi considerado por vários analistas musicais como um afastamento notável dos trabalhos anteriores de Gaga. Em contraste com grande parte de seus trabalhos anteriores, Born This Way incorporou uma ampla gama de elementos multi-géneros, como o heavy metal, o rock and roll, entre outros. O disco apresenta também uma maior variedade de instrumentos e estilos musicais, inclusive guitarras eléctricas. Musicalmente, "Bad Kids" é uma canção do género musical pop com uma batida de música disco e instrumentação acompanhada por piano e guitarras eléctricas características de música rock e influenciada por heavy metal e synthpop dos anos 1980. Foi descrita como uma "ode aos jovens delinquentes que atribuem a culpa dos seus falhanços aos pais" na qual Gaga autodescreve-se alegremente como uma "croma". Segundo a partitura publicada pela Sony/ATV Music Publishing na página online Musicnotes.com, a canção foi composta na tonalidade de Dó sustenido menor, com a voz da artista abrangendo desde a nota baixa de Sol#3 até Dó#5.
A faixa inicia com a artista a proclamar "We don’t care what people say, we know the truth / Enough is enough of this horse shit / I am not a freak, I was born with my free gun / Don't tell me I'm less than my freedom" por cima de guitarras, expressando assim os seus sentimentos de rebelião. Logo depois, canta os versos "I’m a bitch, I’m a loser baby maybe I should quit / My parents tried until they got divorced ‘cause I ruined their lives", nos quais descreve momentos da sua vida. De acordo com alguns críticos, esse último verso revela que a pessoa retratada na canção não é a artista, pois os pais de Gaga não estão divorciados. Daniel Martin, do NME, achou que "a declaração despreocupada 'I'm a bitch' irá apenas irritar ainda mais as pessoas que acham Gaga irritante." No refrão e na ponte, a artista faz um canto de comiseração, de modo a consolar-se apesar da sua situação triste — "I’m a bad kid and I will survive / Oh I’m a bad kid, don’t know wrong from right" — fazendo mais logo uma espécie de mensagem aos marginalizados, "Don’t be insecure if your heart is pure / You’re still good to me if you’re a bad kid baby", que de acordo com Garibay, resume o cântico defendido por ela e a sua legião de Little Monsters. Segundo Amanda Hensel, do blogue PopCrush, na sua essência, a frase "You're still good to me if you're a bad kid, baby" instiga os ouvintes a desobedecerem as regras pois Gaga orgulha-se de ser uma outcast.
O estilo musical de "Bad Kids" foi comparado a trabalhos iniciais da falecida cantora norte-americana Donna Summer, que atingiu a fama na década de 1980 devido à suas canções de música disco. De acordo com James Montgomery, da MTV News, em Born This Way, Gaga prova que é uma das estrelas pop mais multifacetadas do planeta. Ela assume 750 personagens diferentes no álbum — ao longo das quatorze canções, ela proclama ser uma "rainha guerreira", uma "soldado", uma "vencedora (e, mais tarde, uma "perdedora"), uma "pirralha egoísta", uma "criança má" e "uma jovem rebelde degenerada" (e orgulhosa), apenas para mencionar algumas."
Segundo fãs da cantora que estiveram presentes na sessão de audição de Born This Way na França, algumas estrofes da canção que não foram inclusas na versão final lançada no álbum puderam ser ouvidas enquanto a música era reproduzida. Quando questionada sobre esta parte específica, Gaga respondeu que pretendia interpretar a versão completa da canção ao vivo durante as apresentações da The Born This Way Ball, pelo que incluiu as estrofes que faltavam no encarte do disco, de modo que os seus fãs pudessem acompanhá-la enquanto cantava. No entanto, a versão completa de "Bad Kids" jamais foi interpretada ao vivo pela artista. Tais estrofes são:
Cuff me up sir I'm mad

At the relationshop I got

Between my ass and your badge

I smoke, but I'm not into candy no-class

Though there might be some illegal shit

In my meat dress, I've got guns,

up under my thumbs

Manicure is slick

You mad that my tips longer than your click

Just a freedom hussy

Rebel fashion junkie

And I wanna serve my country

In the best way that I could be

So don't ask, 'cause I'll tell

you I'm free, while you dwell

Throw your hands up in the crowd

Cause if you're bad kid and you're proud

## Crítica profissional
| Críticas profissionais | Críticas profissionais |
| Avaliações da crítica  | Avaliações da crítica  |
| Fonte                  | Avaliação              |
| ---------------------- | ---------------------- |
| Billboard              | (positiva)             |
| Metro                  | (positiva)             |
| NME                    | (positiva)             |
| PopCrush               | [ 35 ]                 |
| Prefix                 | (positiva)             |
| The Telegraph          | (positiva)             |
| The Washington Post    | (positiva)             |
| Yes Pop!               | (positiva)             |

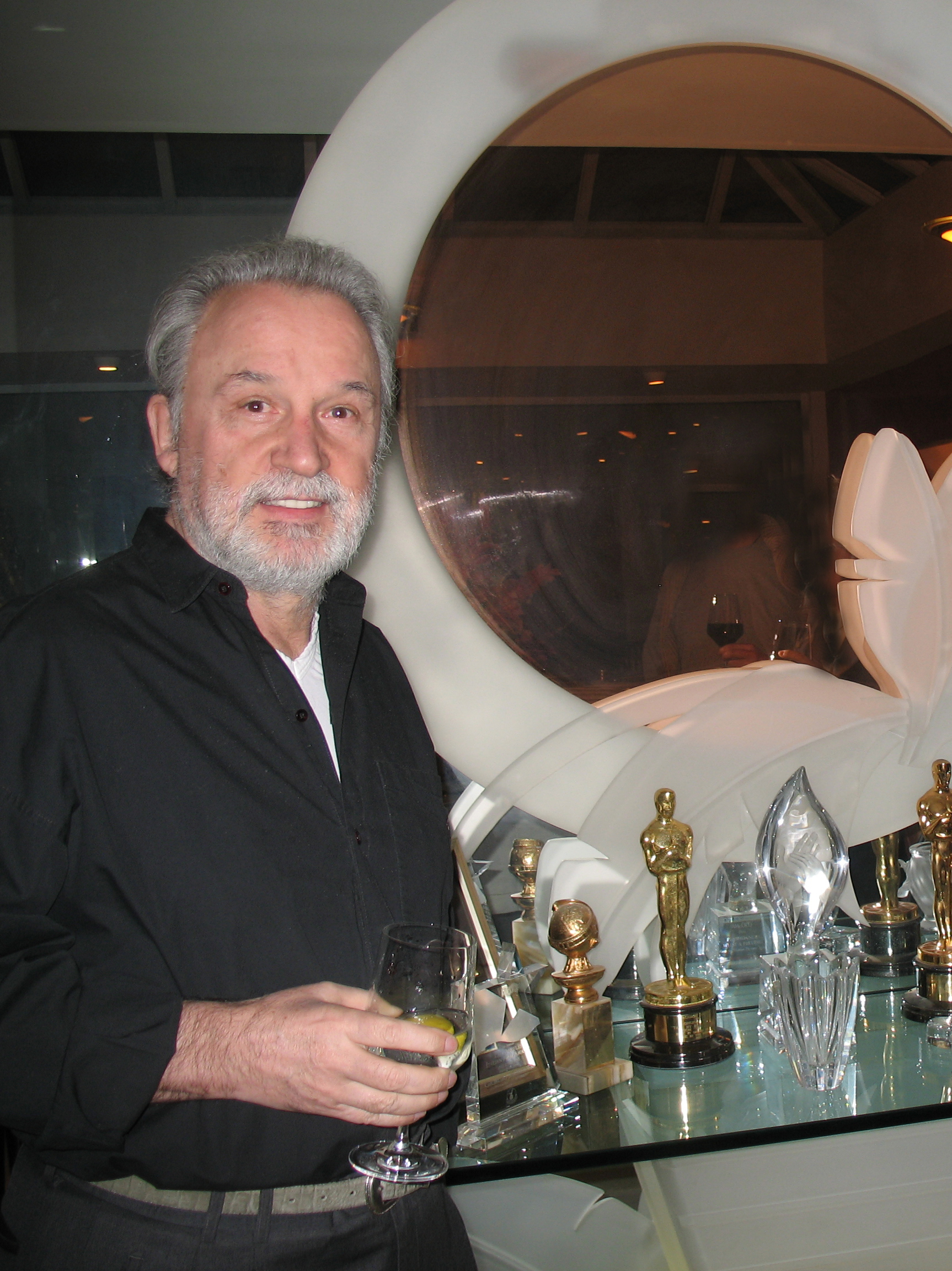
A produção de "Bad Kids" foi comparada a trabalhos de música disco produzidos pelo músico italiano Giorgio Moroder (imagem) na década de 1970 pela revista Billboard.

Amanda Hensel, para o blogue PopCrush, atribuiu a classificação de 3 estrelas a partir de um máximo de 5 e elogiou a produção de música dos anos 1980, escrevendo que "por mais que 'Bad Kids' não consiga entrar nas tabelas [musicais] como um single, nós sabemos que os deejays irão divertir-se à brava com ela, porque é tal como uma competição de dança entre [música] old school e rock e ainda pop. Hensel concluiu a sua resenha a afirmar que embora "Bad Kids" não seja a sua faixa favorita de Born This Way, "é importante ressaltar que é cativante e tem um groove charmoso." Na sua análise de Born This Way para o blogue brasileiro Yes Pop!, Léo Ribeiro achou que este não foi um dos melhores álbuns de Gaga, todavia, achou que as faixas "Heavy Metal Lover", "Scheiße" e "Bad Kids" se sobressaiam como as melhores. Escrevendo para a revista musical Billboard, a resenhista Kerri Mason comparou a composição da faixa a letras de canções escritas pelo músico norte-americano Beck e afirmou que a sua produção de música disco é reminiscente à de canções lançadas pelo produtor Giorgio Moroder nos anos 1970.
Além de ter feito comparações a obras de música disco lançadas por Donna Summer na década de 1980 na sua resenha para o blogue britânico NME, Daniel Martin expressou apreciação pelo refrão de "Bad Kids", afirmando que "é impossível não o adorar instantânea e eternamente". Neil McCormick, para o jornal britânico The Telegraph, observou que a faixa tem um ritmo distinto das outras em Born This Way e descreveu-a como um "hino disco sobre o fardo de culpa paternal". Arwa Halder, para o jornal britânico Metro, descreveu o tema como um "hino excitante electrónico para qualquer pessoa que ainda não tenha deixado de se comportar mal." Chris Richards, para o jornal norte-americano The Washington Post, descreveu a canção como "... Gaga ama você, você ama ela, ela ama a si mesma (claramente), você ama a você mesmo (esperançosamente), e tudo vai ficar bom. Isso porque Gaga não posiciona a si mesma e os seus seguidores como oprimidos por escolha, mas sim por natureza, e essa perspectiva dá origem à grande parte da energia potencialmente rebeliona do álbum. Ela não soa como se estivesse a liderar a sua legião de oprimidos contra as normas da sociedade, mas sim como se estivesse a encorajar uma tempestade de flocos de neve para que aceitem as suas formas infinitas.
Um resenhista do portal Autostraddle comentou que "'Bad Kids' é uma canção cativante, talvez um pouco doce demais para o meu gosto. Descobri que gostaria mais desta canção se imaginar Gaga a cantá-la directamente para John Bender do The Breakfast Club." Escrevendo a sua resenha para Born This Way para a revista musical Prefix, Craig Jenkins comentou que "Electric Chapel" e "Bad Kids" são as canções mais cativantes do disco.

## Alinhamento de faixas
"Bad Kids" aparece como a nona canção do alinhamento da versão padrão de Born This Way e como a décima faixa do primeiro disco da versão especial do álbum.
- Born This Way: Versão padrão[14]

1. "Bad Kids" — 3:51

- Born This Way: Versão especial (disco 1)[15]

1. "Bad Kids" — 3:51

## Créditos e pessoal
Os créditos seguintes foram adaptados do encarte do álbum Born This Way (2011) e do portal Allmusic:
Locais de gravação
- Gravada no estúdio do autocarro de digressão da The Monster Ball Tour
- Mixada no estúdio Setai Recording em Miami Beach, Flórida, EUA
- Masterizada no Sterling Sound na Cidade de Nova Iorque, EUA

Pessoal
- Stefani Germanotta — vocais principais, composição, produção e arranjos, vocais de apoio, teclado
- Fernando Garibay — composição, produção e arranjos, programação, teclado
- Jeppe Laursen — composição, produção e arranjos
- DJ White Shadow — composição, produção e arranjos, programação, teclado
- Chris Gehringer — masterização
- Dave Russel — gravação, mixagem
  - Phillip Knight — assistência de mixagem
  - Eric Morris — assistência de gravação
- Bill Malina — engenharia acústica